# ظاهرة داخل العين

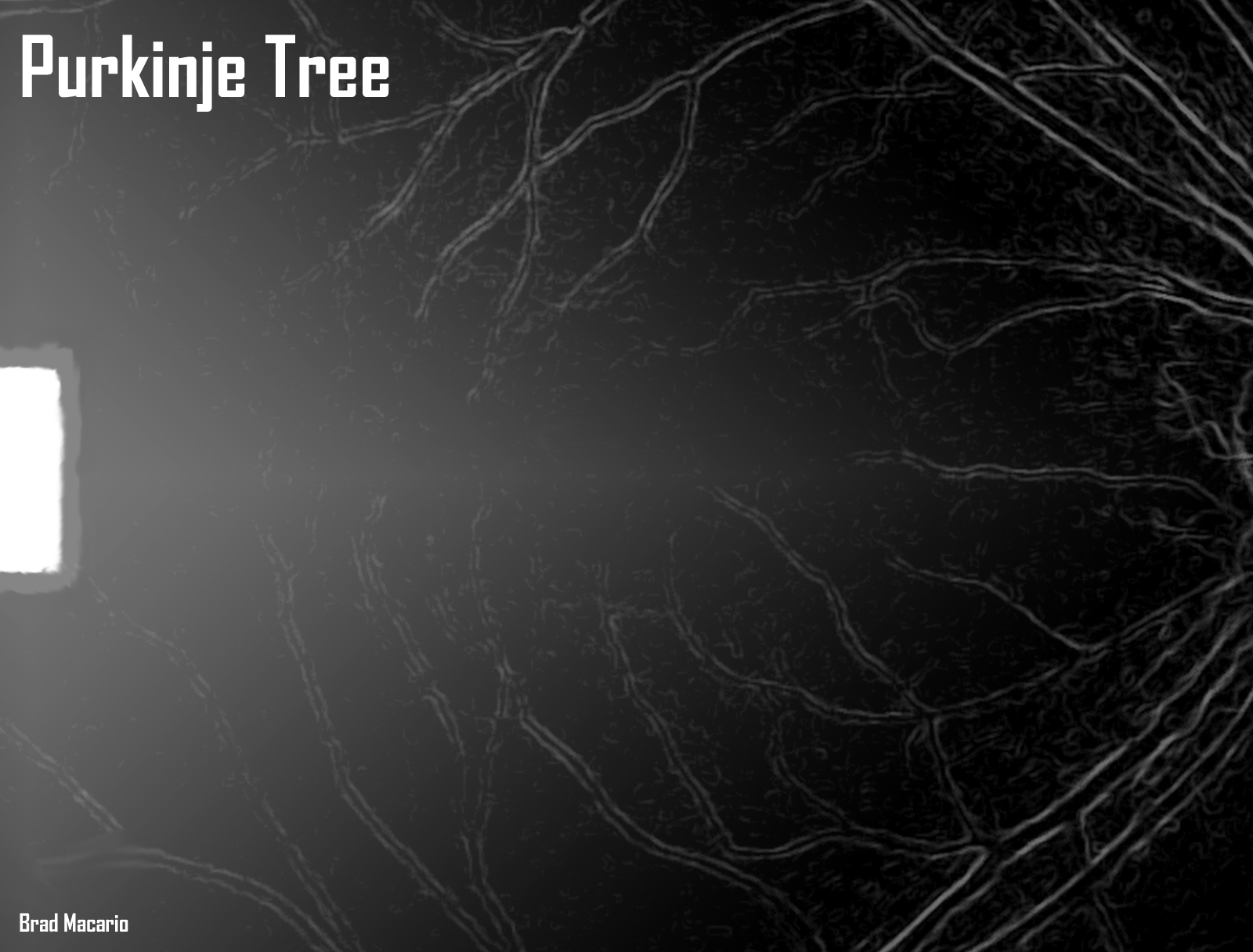

ظاهرة داخل العين (بالإنجليزية: Entoptic phenomenon)‏ هي حالة وجود مؤثرات بصرية داخل العين ذاتها.
هرمان فون هلمهولتز قال:
| ظاهرة داخل العين | في ظل ظروف مناسبة من الضوء الساقط على العين قد تجعل من أشياء معينة واضحة داخل العين نفسها. تسمى هذه المدركات داخل العين. | ظاهرة داخل العين |